# Cordilura kosterini
Cordilura kosterini (лат.) — вид двукрылых из семейства Scathophagidae. Вид назван в честь российского одонатолога О. Э. Костерина. Известен из Приморья. Близким видом является Cordilura impudica.

## Описание
Длина тела 6,6 мм. Лобные и лобно-орбитальные щетинки на голове чёрные. Лицо белое с серебристым отливом. Щёки черные. Темя вокруг простых глазков чёрное. Усики, наличник и хоботок чёрные. Ариста чёрная перистая. Щупики чёрные с длинными щетинками на вершине. Среднеспинка чёрная в коротких беловатых волосках. Щиток при основании с одной парой крепких щетинок. Ноги большей частью чёрные. Передние и средние голени, вентральная поверхность задние голеней и все лапки желтые. Крылья затемнены, закрыловые чешуйки желтоватые. Брюшко длинное, цилиндрической формы.